# Stratiomys vittipennis
Stratiomys vittipennis är en tvåvingeart som först beskrevs av Lindner 1937.  Stratiomys vittipennis ingår i släktet Stratiomys och familjen vapenflugor.
Artens utbredningsområde är Iran. Inga underarter finns listade i Catalogue of Life.